# Vicentia Kgabe
Vicentia Refiloe Kgabe (* 1976 in Soweto) ist eine anglikanische Priesterin und Akademikerin. Sie wirkt als Rektorin in der Anglican Church of Southern Africa.

## Leben

### Jugend und Ausbildung
Kgabe wurde in Soweto geboren und erhielt ihre Schulbildung ebenda. Ihre theologische Ausbildung begann sie am College of the Transfiguration in Grahamstown. Weiterführende Studien führten sie an die University of Pretoria, wo sie 2011 einen Ph.D. in Practical Theology erwarb. An der Universität nahm sie im Gordon Institute of Business Science (GIBS) an einem Leadership Programm teil.

### Karriere
Kgabe erhielt 2002 ihre Weihe als Diakonin und wurde 2003 als Priester ordiniert. Sie war ab 2013 zunächst Rector des Parish Weltevreden St Michael and All Angels. Außerdem tat sie Dienst in verschiedenen Parishes der Anglican Diocese of Johannesburg. Als Archdeacon wurde ihr die Verantwortung für die Promotion und Entscheidungen über Vokationen für die ordinierten Geistlichen der Kirche übertragen.
2014 wurde sie als Rector des College of the Transfiguration berufen.
2021 wurde sie als Bischöfin der Diözese Lesotho gewählt.
Am 22. März 2022 hielt sie die Vierte Hugh Lewin Human Rights Memorial lecture in Johannesburg.

## Ehrenämter
Sie ist Vorstandsmitglied der Organisation Hope Africa und Mitglied des Council des College of the Transfiguration.

## Werke
- Abuse of Alcohol by Clergy: Challenge to Pastoral Care. LAP Lambert Academic Publishers 2011. ISBN 978-3-8465-2958-4
- Abuse of alcohol by Anglican clergy: challenge to pastoral care. Ph.D., University of Pretoria, Pretoria 8. September 2011.
- Traumatic experience of church going girls who fall pregnant out of wedlock: challenge to pastoral care. M.Th. University of Pretoria, Pretoria 5. September 2007